# Cicero (ligne bleue du métro de Chicago)
Pour les articles homonymes, voir Cicéron (homonymie).
Ne doit pas être confondu avec Cicero (ligne rose du métro de Chicago) ou Cicero (ligne verte du métro de Chicago).
 Cicero  est une station de la ligne bleue du métro de Chicago située sur la Congress Branch dans la médiane de l’autoroute Eisenhower à l'ouest du quartier du Loop.

## Description
C’est la dernière station qui se trouve au milieu de l’autoroute vers l’ouest en venant du Loop, après Cicero, la ligne bleue  remonte sur un viaduc et continue à rouler parallèlement à la voie express. Ouverte en 1958, sa conception est identique aux stations avoisinante, un quai central avec deux sorties, une à chaque extrémité. 
En 1972, l’entrée sur Lavergne Street fut ravagée par un incendie, la Chicago Transit Authority en profita pour la transformer en sortie uniquement et la remis en service le 4 septembre de la même année. 
En proie à des difficultés financières et soucieuse de limiter ses couts d’exploitation, la Chicago Transit Authority supprima complètement la sortie sur Lavergne Street le 16 mai 1977. 
Cicero est ouverte 24h/24, 7j/7 et 378 519 passagers y ont transité en 2008.

## Les correspondances avec lebus
Avec les bus de la Chicago Transit Authority :
- #7 Harrison
- #54 Cicero
- #X54 Cicero Express
- #57 Laramie

## Dessertes
| Nord/Ouest              |  |             |  | Sud/Est             |
| ----------------------- |  | ----------- |  | ------------------- |
| Austin vers Forest Park |  | ligne bleue |  | Pulaski vers O'Hare |
| modifier sur Wikidata   |  |             |  |                     |